# 北欧女神2 希尔梅莉亚
《北欧女神2 希尔梅莉亚》是女神戰記系列的第二部作品。遊戲由tri-Ace開發，史克威爾艾尼克斯發行。遊戲于2006年6月22日在日本發行，2006年9月在北美發行，2007年9月在澳洲和歐洲發行。

## 情節
遊戲情節設定於前作《女神戰記》的數百年前，此时，奥丁将收集战魂的任务交给了命运三女神中的最幼女希尔梅莉亚。执行任务中因与奥丁发生意见冲突而反抗，这使奥丁恐慌而强制让希尔梅莉亚转生从而可以召唤下一任女武神。因为转生仪式“王之呼唤法”在不完全的情况下发动，使得希爾梅莉亞虽然失去肉体但灵魂却得以寄生在迪潘公主阿麗莎的身体中。。
希尔梅莉亚的醒觉很快得到了奥丁的注意，此时的希尔梅莉亚对奥丁来说有着莫大的威胁，奥丁派遣命运三女神中的长女亚莉前往铲除。
就此，又一个人与神的故事与斗争从此展开。

## 開發
遊戲音樂由星海遊俠系列的櫻庭統作曲。遊戲有阿麗莎和希爾梅莉亞兩張原声專輯，每張專輯均分為兩碟，總計70首樂曲。

## 評價
截至2008年11月30日，《女神戰記2 希爾梅莉亞》在日本售出40.1萬份。據Media Create統計，遊戲以首周281,510套的銷量登上當周銷量榜首位。截至2007年11月，遊戲在歐洲售出17萬套。
遊戲獲得好評，在GameRankings和Metacritic上的匯總得分為85%和83/100。日本雜誌《Fami通》為遊戲打出34/40。GameSpot打出8.0/10，稱讚戰鬥系統「看上去不錯」且「有趣而令人興奮」，稱遊戲為「清新且極具挑戰性的日式RPG實例之一」。認為遊戲有「深度和多樣性」，但技能和裝備介面「令人費解」，並稱其高難度「阻滯了劇情步調」。遊戲獲得IGN 2006年「最叫好不叫座」獎，並在2007年3月選入索尼電腦娛樂的Ultimate Hits。

## 外部連結
- 官方网站（日本）[永久]
- 官方网站（欧洲）